# WK Mariupol
WK Mariupol (ukr. ВК Маріуполь) – ukraiński męski klub piłki siatkowej z siedzibą w Mariupolu w obwodzie donieckim.
Na początku swojego istnienie klub nosił nazwę Markochim Mariupol, a następnie od 2006 roku Azowstal Mariupol.

## Bilans sezon po sezonie
| Sezon     | Rozgrywki ligowe | Rozgrywki ligowe | Puchar Ukrainy   | Puchary europejskie            |
| Sezon     | Poziom           | Miejsce          | Puchar Ukrainy   | Puchary europejskie            |
| --------- | ---------------- | ---------------- | ---------------- | ------------------------------ |
| 1992/1993 | Wyższa liga      | 8. miejsce       |                  |                                |
| 1993/1994 | Wyższa liga      | 1. miejsce       |                  |                                |
| 1994/1995 | Superliga        | 7. miejsce       |                  |                                |
| 1995/1996 | Superliga        | 9. miejsce       |                  |                                |
| 1996/1997 | Superliga        | 9. miejsce       |                  |                                |
| 1997/1998 | Superliga        | 11. miejsce      |                  |                                |
| 1998/1999 | Superliga        | 7. miejsce       |                  |                                |
| 1999/2000 | Superliga        | 6. miejsce       | 3. miejsce       |                                |
| 2000/2001 | Superliga        | 5. miejsce       |                  |                                |
| 2001/2002 | Superliga        | 5. miejsce       |                  |                                |
| 2002/2003 | Superliga        | 4. miejsce       |                  |                                |
| 2003/2004 | Superliga        | 3. miejsce       | 3. miejsce       | Puchar CEV - faza główna       |
| 2004/2005 | Superliga        | 2. miejsce       | 3. miejsce       | Puchar CEV - ćwierćfinał       |
| 2005/2006 | Superliga        | 3. miejsce       | 1. miejsce       | Puchar CEV - 1/8 finału        |
| 2006/2007 | Superliga        | 3. miejsce       |                  | Puchar Top Teams - ćwierćfinał |
| 2007/2008 | I liga           | 4. miejsce       |                  |                                |
| 2008/2009 | I liga           |                  |                  |                                |
| 2009/2010 | I liga           | 5. miejsce       |                  |                                |
| 2010/2011 | I liga           | 9. miejsce       |                  |                                |
| 2011-2018 | Klub nie istniał | Klub nie istniał | Klub nie istniał | Klub nie istniał               |
| 2018/2019 | II liga          |                  |                  |                                |
| 2019/2020 | II liga          | 1. miejsce       |                  |                                |
| 2020/2021 | I liga           |                  |                  |                                |
| 2021/2022 | Wyższa liga      |                  | I runda          |                                |

Poziom rozgrywek:
     pierwszy, najwyższy ogólnokrajowy
     drugi
     trzeci
     czwarty
     piąty

## Kadra

### Sezon 2006/2007[2]
| Nr | Imię i nazwisko         | Data ur. | Wzrost | Pozycja      |
| -- | ----------------------- | -------- | ------ | ------------ |
|    | Ihor Antoniuk           | 1984     | 204    | atakujący    |
|    | Jewhen Bojko            | 1983     | 202    | środkowy     |
|    | Ołeksij Onyszczenko     | 1980     |        |              |
|    | Roman Dobrycia          | 1983     | 202    |              |
|    | Denys Fomin             | 1986     | 177    | libero       |
|    | Roman Chandrolin        | 1982     | 194    | rozgrywający |
|    | Ihor Kuc                | 1985     |        |              |
|    | Ołeh Kuc                | 1982     |        |              |
|    | Michaił Niebotow        | 1972     |        |              |
|    | Maksym Pantelejmonenko  | 1981     | 204    | przyjmujący  |
|    | Mykoła Rudnycki         | 1981     | 210    | środkowy     |
|    | Andrij Sawin            | 1985     | 195    | rozgrywający |
|    | Aleksander Szafranowicz | 1983     | 194    | przyjmujący  |
|    | Andrij Tkacz            | 1987     |        |              |
|    | Ihor Witiuk             | 1988     | 197    | przyjmujący  |
|    | Rusłan Juszkewycz       | 1985     | 196    | rozgrywający |